# Танкович, Муамер
Муамер (Муйо) Танкович (швед. Muamer «Mujo» Tanković, родился 22 февраля 1995 года в Норрчёпинге) — шведский футболист, вингер клуба «Пафос». Выступал за сборную Швеции.

## Клубная карьера

### Ранние годы
Начал заниматься футболом в любительском клубе «Хайебю», затем в «Норрчёпинге». 1 сентября 2011 года перешёл в «Фулхэм», контракт был рассчитан на 3 года, сумма трансфера не разглашалась. Дебютировал 14 января 2014 года в матче Кубка Англии против «Норвич Сити», выйдя на замену вместо соотечественника Александра Качаниклича. В Премьер-лиге дебютировал 28 января 2014 года в матче против «Суонси Сити», выйдя на замену вместо Димитра Бербатова.

### АЗ
26 июня 2014 года подписал контракт сроком на 5 лет с нидерландским клубом АЗ. Танкович стал четвёртым шведом в составе АЗ, присоединившись к Маттиасу Юханссону, Виктору Эльму и Денни Авдичу. Первый официальный матч за АЗ провёл 9 августа 2014 года в первом туре чемпионата против «Хераклеса». В своём дебютном матче Танкович вышел в стартовом составе, отдал голевую передачу, забил гол и был заменён на 78-й минуте. В матче второго тура, 17 августа против «Аякса», вновь отдал голевую передачу. В третьем туре впервые ушёл с поля без результативных действий, а в матче четвёртого тура, 30 августа против «Дордрехта», снова забил гол, отдал голевую передачу и был заменён.
27 сентября 2014 года впервые остался на скамейке запасных АЗ и провёл в запасе весь матч. 17 декабря 2014 года сделал первый в карьере «дубль», в матче 1/8 финала Кубка Нидерландов против НЕКа.

## Международная карьера
Выступал за сборные Швеции всех возрастов.

### Юниорские и юношеские сборные
Первый сбор в составе юниорской (до 15 лет) сборной провёл 2—5 августа 2010 года. Первый матч за юниорскую сборную провёл 24 августа 2010 года, это был товарищеский матч со сверстниками из Финляндии. Первый гол за юниорскую сборную забил 21 сентября 2010 года, в товарищеском матче с Норвегией. В августе 2011 года играл на товарищеском турнире «Nordisk Pojk», забил гол в ворота Дании и реализовал пенальти в ворота Финляндии. Выступал в отборочном турнире к юношескому (до 17 лет) чемпионату Европы 2012, сделал дубль в ворота Швейцарии.
В августе 2012 года Танкович впервые был вызван в сборную 1994 года рождения, причём был единственным футболистом 1995 года рождения в её составе. Дебютировал в сборной 1994 года рождения 14 августа 2012 года в товарищеском матче с Финляндией, отдал голевую передачу. Первый гол за сборную 1994 года рождения забил 10 сентября 2012 года в матче товарищеского турнира 3-х наций с Норвегией. Выступал в отборочном турнире к юношескому (до 19 лет) чемпионату Европы 2013, в первом отборочном раунде забил по голу в ворота Уэльса и Словении, во втором сделал дубль в ворота Боснии и Герцеговины. В отборочном турнире к юношескому (до 19 лет) чемпионату Европы 2014 сделал в ворота Боснии и Герцеговины хет-трик, а также забил по голу в ворота Болгарии и Чехии.

### Молодёжная сборная
26 августа 2014 года Хокан Эриксон впервые вызвал Танковича в молодёжную (до 21 года) сборную на 2 отборочных матча. 28 августа Танкович отказался от вызова в сборную из-за травмы ступни. Травма помешала ему приехать в сборную и в октябре 2014 года. Лишь в ноябре 2014 года Танкович смог дебютировать в молодёжной сборной на товарищеском турнире на Кипре. В первом матче, 14 ноября с молодёжной сборной Кипра, Танкович вышел в стартовом составе на позиции одного из двух нападающих, в паре с Кристоффером Петерсоном. На 65-й минуте игры Танкович пробил по воротам и попал в штангу, после чего Дино Исламович добил мяч в ворота. Танкович отыграл все 90 минут. Во втором матче, 18 ноября с молодёжной сборной Австрии, Танкович вновь отыграл все 90 минут, но на позиции одного из атакующих полузащитников под единственным нападающим.

### Национальная сборная
20 февраля 2014 года Эрик Хамрен вызвал Танковича в национальную сборную Швеции на товарищеский матч со сборной Турции, который был сыгран 5 марта 2014 года в Анкаре. В этом матче Танкович вышел на замену вместо Джимми Дурмаза на 67-й минуте матча и играл на непривычной позиции крайнего полузащитника. Газета «Aftonbladet» поставила Танковичу оценку «2» по 5-балльной шкале с комментарием «Получил лишь чуть более 20 минут и не смог по-настоящему войти в игру. Но показал по крайней мере желание и настрой».

## Статистика выступлений
| Выступление      | Выступление      | Выступление      | Чемпионат | Чемпионат | Кубок | Кубок | Кубок лиги | Кубок лиги | Итого | Итого |
| Клуб             | Лига             | Сезон            | Игры      | Голы      | Игры  | Голы  | Игры       | Голы       | Игры  | Голы  |
| ---------------- | ---------------- | ---------------- | --------- | --------- | ----- | ----- | ---------- | ---------- | ----- | ----- |
| «Фулхэм»         | Премьер-лига     | 2013/14          | 3         | 0         | 3     | 0     | 0          | 0          | 6     | 0     |
| «Фулхэм»         | Итого            | Итого            | 3         | 0         | 3     | 0     | 0          | 0          | 6     | 0     |
| АЗ               | Высший дивизион  | 2014/15          | 17        | 5         | 2     | 2     | 0          | 0          | 19    | 7     |
| АЗ               | Итого            | Итого            | 17        | 5         | 2     | 2     | 0          | 0          | 19    | 7     |
| Всего за карьеру | Всего за карьеру | Всего за карьеру | 20        | 5         | 5     | 2     | 0          | 0          | 25    | 7     |

(откорректировано по состоянию на 25 января 2015 по данным vi.nl)

## Семья
Двоюродный брат Муйо, Армин Танкович, также футболист, наиболее известный как игрок «Норрчёпинга» в 2009—2014 годах.